# Relations entre le Cap-Vert et le Portugal
Les relations entre le Cap-Vert et le Portugal désignent les relations diplomatiques bilatérales s'exerçant entre, d'une part, la république du Cap-vert, État africain, et de l'autre, la République Portugaises, État principalement européen.

## Histoire
Les relations entre le Cap-Vert le Portugal remonte dans les années 1462 au temps lors de La colonisation portugaise des îles du Cap-Vert (Cabo Verde). Plaque tournante majeure de la traite transatlantique des esclaves exploités comme main d’œuvre dans les plantations de canne à sucre de l'archipel et vendus à des navires en route pour les Amériques. Jusqu'au XVIIe siècle avant obtenir leur indépendance du Portugal en 1975.

## Relations diplomatiques
- Le Portugal a une ambassade au Cap-Vert à Praia[2].
- Le Cap-Vert possède une ambassade au Portugal à Lisbonne [3].

## Relations économiques
Le dimanche 6 mars 2022, la faveur du sixième tenu à Praia, la capitale cap-verdienne, il est procédé à la signature de six nouveaux accords entre entre le Cap-Vert et le Portugal en vue de renforcer leur coopération bilatérale en matière de santé et d’éducation, une signature qui prend en compte plusieurs axes dont entre autres l'éducation, l'économie, la sécurité et la défense .